# Заробян Яків Микитович
Я́ків Мики́тович Заробя́н (25 вересня 1908 , Артвін, Кавказьке намісництво  — 11 квітня 1980 , Москва ) — вірменський державний діяч. Перший секретар ЦК Комуністичної партії Вірменії (1960–1966). Депутат Верховної Ради СРСР 4—7-го скликань (1954–1966).  Член ЦК КПРС у 1961—1966 роках. Член Закавказького бюро ЦК КПРС з 7 лютого 1962 по 27 жовтня 1964 року.

## Біографія
Народився 25 вересня 1908 року в місті Артвін Батумської області Російської імперії в родині селянина-ремісника. В середині листопада 1914 року, коли Туреччина вступила до Першої світової війни, родина переїхала до Нахічевані-на-Дону (нині район Ростова-на-Дону). Там Яків навчався в Першій радянській трудовій школі-дев'ятирічці другого ступеня (1922–1925). 1925 року він вирушив до Харкова, де був прийнятий до лав ВЛКСМ. До комсомольського квитка його записали як Якова Микитовича Заробяна (справжнє ім'я Акоб Мкртічевич Зурабян). Поправок вносити не став.
1928 року працював на господарському дворі заводу «Світло шахтаря». З 1931 до 1938 року — студент факультету машинобудування Харківського електротехнічного інституту.
Член ВКП(б) з 1932 року. У 1932—1936 роках працював завідувачем відділу редакції газети «Харківський пролетарій». 27 серпня 1939 року одружився з Арпенік Тараянц.
У червні 1936 — жовтні 1939 року — технік, інженер, заступник начальника цеху Харківського електромеханічного заводу імені Сталіна. У жовтні 1939 — жовтні 1940 року —  секретар комітету ВКП(б) Харківського електромеханічного заводу імені Сталіна.
У жовтні 1940 — 1941 року — секретар Сталінського районного комітету КП(б)У міста Харкова.
У 1941 році — секретар Усольского міського комітету ВКП(б) Іркутської області.
Під час війни за завданням ЦК КП(б) України Заробян перебував у місті Куп'янську Харківської області до грудня 1941 року.
У 1942 — липні 1947 року — завідувач відділу електростанцій, заступник секретар Омського обласного комітету ВКП(б) з оборонної промисловості.
У липні 1947 — квітні 1949 року — 3-й секретар Омського обласного комітету ВКП(б).
У квітні 1949 — 1950 року — завідувач відділу адміністративних органів ЦК КП(б) Вірменії.
У 1950—1952 роках — 2-й секретар Єреванського міського комітету КП(б) Вірменії.
У 1952—1953 роках — заступник міністра державної безпеки Вірменської РСР з кадрів.
У травні — листопаді 1953 року — заступник завідувача відділу партійних, профспілкових і комсомольських органів ЦК КП Вірменії.
30 листопада 1953 — 17 липня 1958 року — секретар ЦК КП Вірменії.
18 липня 1958 — 15 лютого 1960 року — 1-й заступник голови Ради міністрів Вірменської РСР.
12 лютого — 28 грудня 1960 року — 2-й секретар ЦК КП Вірменії.
З 28 грудня 1960 по 5 лютого 1966 року — 1-й секретар ЦК КП Вірменії.
Делегат XX, XXI та XXII з'їздів КПРС, член ЦК КПРС (1961–1966), член Закавказького бюро ЦК КПРС (1962–1964), член ЦК Компартії Вірменії (1951–1966), депутат Верховної Ради СРСР 4-7 скликань (1954–1966), депутат Верховної Ради Вірменської РСР 3-7 скликань (1951–1967).
З лютого 1966 року — заступник міністра електротехнічної промисловості СРСР. Посаду обіймав до січня 1980 року.
Помер 11 квітня 1980 року у Москві. Похований у міському Пантеоні Єревана.

## Нагороди
- Орден Жовтневої Революції
- Орден Трудового Червоного Прапора
- Орден Червоної Зірки (1945)[2]
- Медаль «За перемогу над Німеччиною у Великій Вітчизняній війні 1941—1945 рр.» (1946)
- Медаль «За доблесну працю у Великій Вітчизняній війні 1941—1945 рр.» (1945)
- Медаль «20 років перемоги у Великій Вітчизняній війні 1941—1945 рр.»
- Медаль «30 років перемоги у Великій Вітчизняній війні 1941—1945 рр.».